# Toshikazu Irie
Toshikazu Irie (入江 利和 Irie Toshikazu?), född 11 november 1984 i Tochigi prefektur, är en japansk före detta fotbollsspelare.
Irie började sin karriär 2008 i Tochigi SC. Han spelade 90 ligamatcher för klubben. Efter Tochigi SC spelade han för FB Gulbene och Górnik Łęczna. Han avslutade karriären 2013.